# 法国国防部
法国国防部（法語：Ministère des Armées，直譯為法國軍務部；1947年—2017年名为），为法国政府内阁的组成部分之一，负责法国军事事务。

## 历任部长

### 国防部部长, 1974—2010
| 部长             | 上任 | 离任 |
| Jacques Soufflet | 1974 | 1975 |
| Hervé Morin      | 2007 | 2010 |

### 国防与退伍军人事务部部长, 2010年—2017年
| 部长             | 上任           | 离任          |
| 阿兰·朱佩        | 2010年11月14日 | 2011年2月27日 |
| 热拉尔·隆盖      | 2011年2月27日  | 2012年5月     |
| 让-伊夫·勒德里昂 | 2012年5月      | 2017年5月     |

### 軍務部部长, 2017年—
| 部长          | 上任          | 离任          |
| 茜尔维·古拉尔 | 2017年5月17日 | 2017年6月19日 |
| 弗洛朗丝·帕利 | 2017年6月21日 |               |